# Sąjūdis
Sąjūdis, właśc. Lietuvos Persitvarkymo Sąjūdis (pol. „Litewski Ruch na rzecz Przebudowy”) – litewska organizacja polityczna, założona na zjeździe 3 czerwca 1988 roku w siedzibie Litewskiej Akademii Nauk jako ugrupowanie popierające pieriestrojkę („przebudowę”), reformę społeczno-ekonomiczną zainicjowaną w Związku Radzieckim przez jego przywódcę, Michaiła Gorbaczowa. Na czele organizacji stał Vytautas Landsbergis. Skupiając litewską inteligencję, Sąjūdis od początku wysuwał postulaty odrodzenia narodowego, a następnie suwerenności Litwy (wówczas jednej z republik radzieckich). Zjazd założycielski Sąjūdisu odbył się w dniach 22–23 października 1988 roku. Podczas jego trwania uchwalono program i statut oraz wybrano władze. Ruch w swoim programie domagał się: suwerenności politycznej, gospodarczej i kulturalnej Litwy, zagwarantowania praw człowieka i obywatela, przeprowadzenia trójpodziału władz w państwie, pluralizmu partyjnego, stworzenia narodowego systemu oświaty, ochrony środowiska naturalnego, zniesienia monopolu państwa w dziedzinie kultury, zwrócenia Kościołowi katolickiemu jego majątku oraz rozszerzenia własności indywidualnej na środki produkcji.
Do Sąjūdisu należało wielu wpływowych komunistów, których nowy przywódca Algirdas Brazauskas wystąpił z propozycją ustanowienia autonomii gospodarczej dla Litwy (nieformalna współpraca opozycja-komuniści we wspólnym celu). Ruch odniósł spektakularne zwycięstwo w wyborach do Rady Najwyższej Litewskiej SRR 24 lutego 1990 roku. Zdominowana przez Sąjūdis Rada 11 marca 1990 roku uchwaliła Akt Przywrócenia Państwa Litewskiego, czyli faktyczną deklarację niepodległości Litwy. W 1992 roku, po kolejnych wyborach, ruch przeszedł do opozycji wobec postkomunistycznej Litewskiej Demokratycznej Partii Pracy, która wygrała wybory. Od 1993 roku Sąjūdis ma charakter organizacji społecznej – został przekształcony w Związek Ojczyzny.